# I SHOT ANDY WARHOL
『I SHOT ANDY WARHOL』（I Shot Andy Warhol、アイ・ショット・アンディ・ウォーホル）は、1996年のアメリカ映画。ビデオ題は『アンディ・ウォーホルを撃った女』となった。
1968年、アンディ・ウォーホルを銃撃して重傷を負わせ、またラディカルなフェミニズム宣言である“SCUM Manifesto”（SCUMはSociety for Cutting Up Men、全男性抹殺団の略で、英単語の"scum"（人間のくず、ごくつぶし）とのダブルミーニング）を唱えたことで知られる実在の女性ヴァレリー・ソラナス （Valerie Solanas）の半生を描く。

## ストーリー
1968年6月、ヴァレリー・ソラナスはアンディ・ウォーホルを銃撃し、その夜、警察に自首した。
ニュージャージー州に生まれたソラナスは、少女時代に父親に虐待された経験があった。優秀であった彼女は大学で心理学を学んだが、大学時代に自分がレズビアンであることを自覚し、ニューヨークに移ってからも売春で生活費を稼ぎながら執筆活動をし、アンダーグラウンドの世界ともつながりを持つようになる。

## キャスト
- リリ・テイラー：ヴァレリー・ソラナス
- ジャレッド・ハリス：アンディ・ウォーホル
- マーサ・プリンプトン：スティーヴィー
- アンナ・トムソン（英語版）：アイリス
- ロテール・ブリュトー：モーリス・ジロデ（英語版）
- ターニー・ウェルチ（英語版）：ヴィヴァ（英語版）
- ジェイミー・ハロルド：ジャッキー・カーティス（英語版）
- スティーヴン・ドーフ：キャンディ・ダーリング（英語版）
- ドノヴァン・リーチ（英語版）：ジェラール・マランガ（英語版）
- マイケル・インペリオリ：オンディーン（英語版）
- レッグ・ロジャース：ポール・モリシー
- ビル・セイジ：トム・ベイカー（英語版）
- ジャスティン・セロー：マーク
- ジル・ヘネシー：ローラ
- ビリー・アーブ：ロットン・リタ（英語版）
- ミリアム・シア（英語版）：ウルトラ・ヴァイオレット（英語版）